# 池辺征史
池辺 征史（いけべ まさし、1994年〈平成6年〉3月25日 - ）は、日本の元サッカー選手、モデル。

## 来歴
船橋市立船橋高等学校では第90回全国高校サッカー全国大会に出場し、背番号7番を背負い優勝に導く活躍。
その後淑徳大学在学中に、ドイツ3部リーグへ渡独する。23歳で引退しその後はモデル業等を行っていた。
佐倉市立志津中学校 - 船橋市立船橋高等学校 - 淑徳大学　